# پورتو پیرامیدز
پورتو پیرامیدز (به اسپانیایی: Puerto Pirámides) یک شهرک در آرژانتین است که در Viedma Department واقع شده‌است. پورتو پیرامیدز ۵۶۵ نفر جمعیت دارد و ۷ متر بالاتر از سطح دریا واقع شده‌است.